# NGC 6027D
NGC 6027D är en lentikulär galax på ungefär 190 miljoner ljusårs avstånd i stjärnbilden Ormen. Den är medlem i Seyferts sextett.